# Історія біології

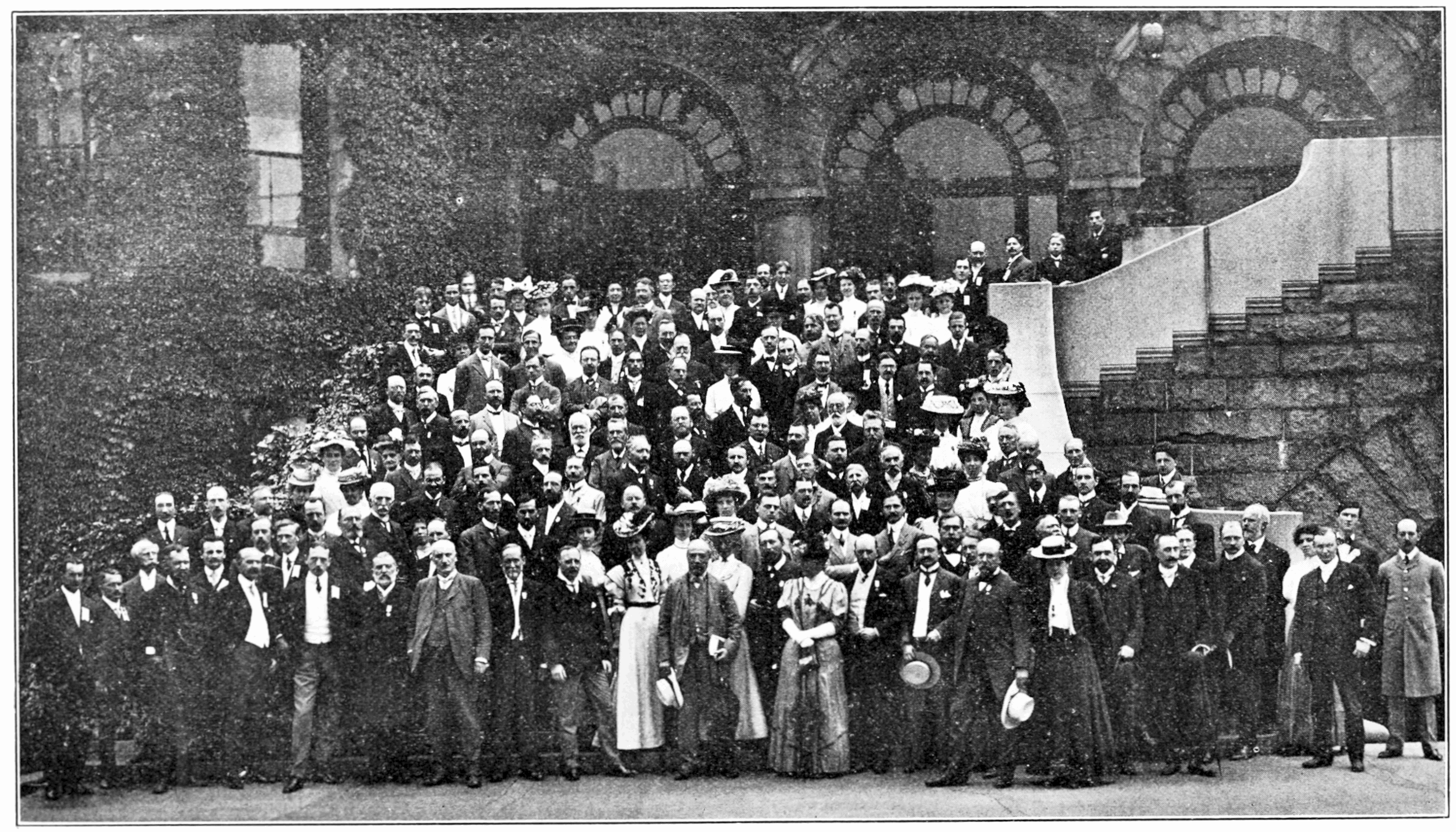
Учасники VII Міжнародного зоологічного конгресу (Бостон) на груповій фотографії в Нью-Йорку, 1907 рік

Історія біології досліджує розвиток біології — науки, що вивчає фундаментальні (найбільш загальні) властивості і закони еволюційного розвитку живих істот. Предметом історії біології є виявлення і узагальнений аналіз основних подій і тенденцій у розвитку біологічного знання.
До XIX століття  зоологія,  ботаніка,  анатомія і  фізіологія були частиною «пакета знань», що називався «натуральна філософія» і поєднував позитивні відомості про природні явища з умоглядними фантазіями і помилковими висновками щодо причин цих явищ. Історія біології як самостійна наука оформляється у XIX столітті з появою еволюційної біології і  клітинної теорії.
У  XX столітті життя стало активно вивчатися не тільки на клітинному рівні (і всього організму), але також на молекулярному, і на рівні популяцій, співтовариств і екосистем. З'явилися  синтетична теорія еволюції,  молекулярна біологія і теорія стресу. Але кількість невирішених проблем біології, і раніше велика, а це стимулює діяльність біологів щодо подальшого розвитку даної науки.

## Ранні уявлення про життя

### Античність
Основи знань про тварин і рослини були закладені в працях Арістотеля і його учня Теофраста. Важливу роль відіграли твори Діоскорида, який склав описи лікарських речовин (і серед них близько 600 рослин), і Плінія, який спробував зібрати відомості по всіх природних тілах у своїй «Історії світу».
Від Арістотеля (384 — 322 до н. е.) залишилася значна кількість творів, присвячених тваринам. У трактатах «Про частини тварин» та «Історія тварин» Арістотеля розглянув питання про те, яким чином слід займатися пізнанням тварин, займатися тваринами одна за іншою окремо або ж спочатку пізнавати загальне для всіх, а потім все більш і більш особливе, і зробив вибір на користь другого способу. У розвиток цього задуму, він, з одного боку, розробив принципи, якими слід керуватися, коли формулюєш визначення тих чи інших груп тварин, перераховуючи їх сутнісні властивості. З іншого боку, він зробив ряд спостережень в пошуках необхідних зв'язків між окремими властивостями тварин. Наприклад, про те, що всі тварини, у яких ноги роздвоєні (парнокопитні) жують жуйку. У роботі «Про породження тварин» Арістотель розглянув питання про розмноження і розвиток тварин. Крім цього, йому ж належить ще ряд невеликих зоологічних трактатів. До зоологічним творів Арістотеля, з одного боку, примикають твори з логіки, з іншого — трактат «Про душу». Описи будови і способу життя різних тварин в роботах Арістотеля часом були дуже точні, але багато місць згодом постраждали від помилок при переписуванні і перекладах на різні мови. Серед іншого, він першим описав так званий «арістотелів ліхтар» — ротовий апарат морських їжаків і живонародження у акул.
Книга Теофраста (370 до н. е. — 280 до н. е.) «Дослідження про рослини» розвивала ідеї Аристотеля про необхідність формулювати визначення на основі сутнісних властивостей, але цього разу — щодо рослин.

### Середні століття

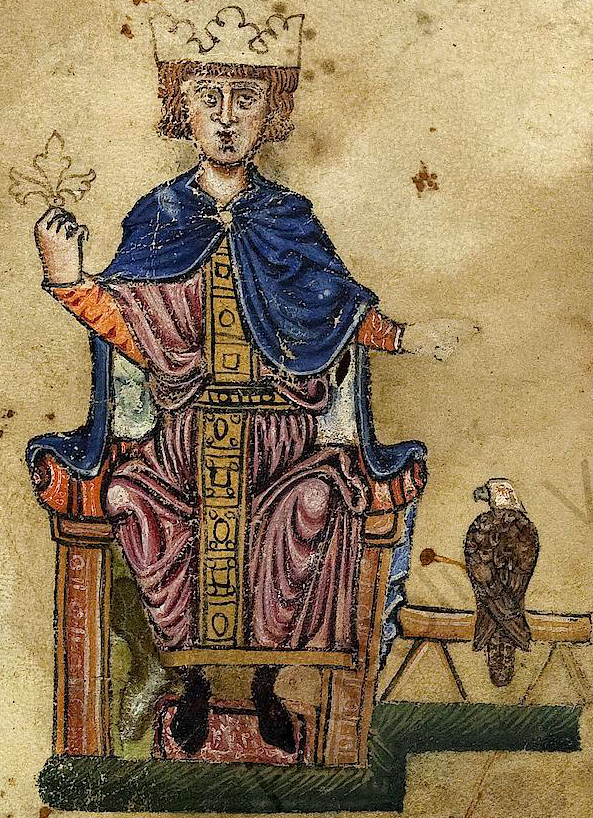
Фрідріх II (імператор Священної Римської імперії). De arte venandi., відомий середньовічною працею по природній історії, в якому була описана морфологія птахів.

Занепад Римської імперії супроводжувався зникненням або деградацією колишнього знання, хоча лікарі включили багато з досягнень античності в свою практику. Завоювання значної частини територій імперії арабами призвело до того, що праці Арістотеля та інших античних авторів збереглися в перекладі на арабську.
Середньовічна арабська медицина, наука і філософія зробили важливий внесок у розвиток знання про життя в VIII—XIII ст., в період так званого золотого століття ісламу або ісламської аграрної революції. Наприклад, в зоології Аль-Джахіз (781—869 рр.) вже тоді висловлював ідеї про еволюцію та харчові ланцюги. Він же був раннім представником географічного детермінізму, філософського вчення про вплив природних умов на національний характер і розвиток національних держав. Курдський автор Аль-Дінаварі (828—896 рр.) вважається засновником арабської ботаніки. Він описав понад 637 видів рослин і обговорював фази росту і розвитку рослини. В анатомії і фізіології перський лікар Ар-Разі (865—925 рр.) експериментально спростував вчення Галена про «чотири життєві соки». Прославлений лікар Авіценна (980—1037 рр.) у своїй праці «Канон лікарської науки», що до XVII ст. залишалась настільною книгою європейських медиків, увів поняття про клінічні дослідження та фармакологію. Іспанський араб Ібн Зухр (1091—1161 рр.), шляхом розтину довів, що коросту викликає підшкірний паразит, а також запровадив експериментальну хірургію і медичні дослідження на тваринах. Під час голоду в Єгипті в 1200 році Абд аль-Латіф аль-Багдаді спостерігав і вивчав будову людських скелетів.
Лише деякі європейські вчені набули популярності в Середні століття. Серед них Гільдегарда Бінгенська, Альберт Великий і Фрідріх II (імператор Священної Римської імперії) склали канон природної історії для ранніх європейських університетів, в яких медицина значно поступалася викладанню філософії і богослов'я.

### Відродження

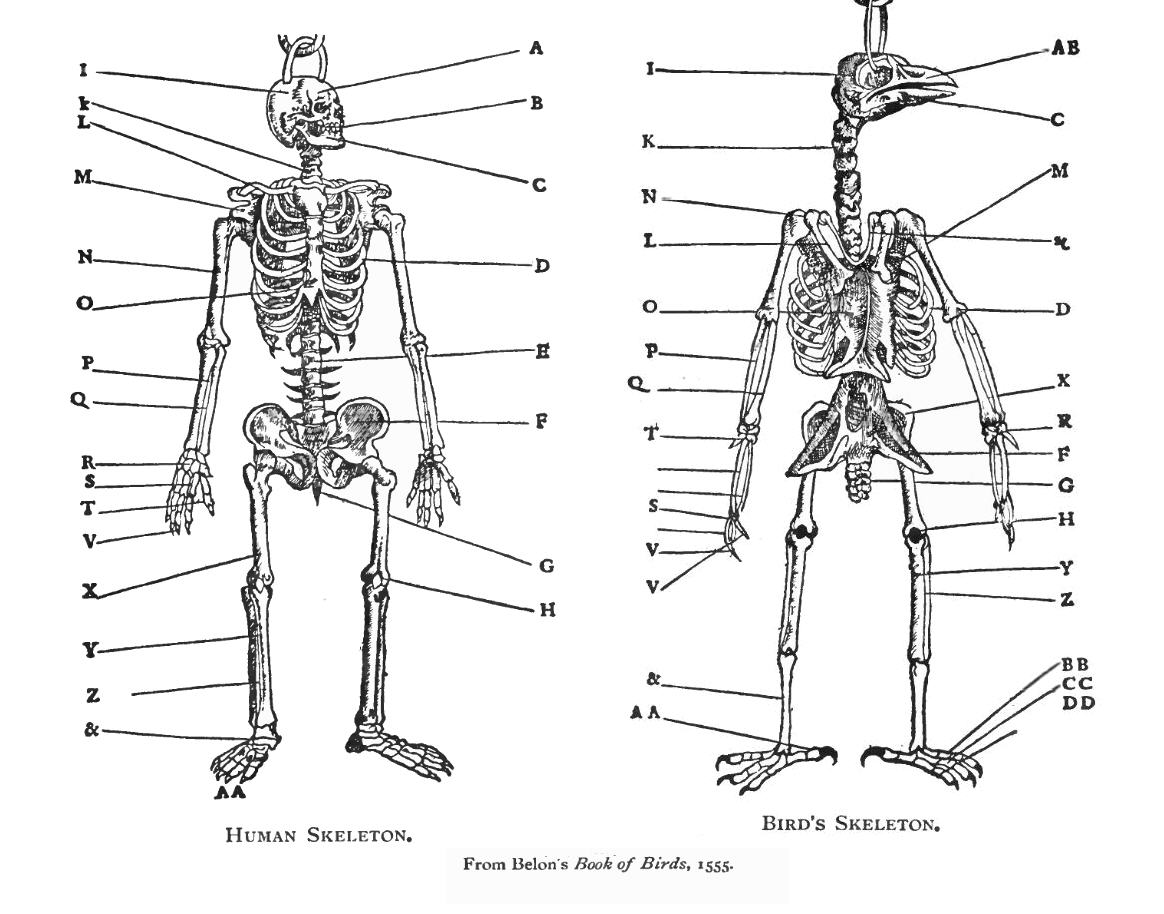
Порівняння скелета птиці і людини з книги П'єра Белона "L « Histoire de la nature des oyseaux» (1555)

Лише епоха Відродження по-справжньому відродила в Європі інтерес до природної історії і фізіології. У 1543 році з книги Везалія «De humani corporis fabrica» почався розвиток сучасної анатомії, заснованої на розтині людських тіл. Везалій і його послідовники поступово замінили в медицині та фізіології середньовічну схоластику емпіризмом, покладаючись не стільки на авторитет підручників і абстрактне мислення, скільки на особистий досвід. Через лікування травами медицина також підживлювала інтерес до вивчення рослин. Брунфельс, Фукс та інші автори ранніх видань про дикі рослини поклали початок повномасштабному опису рослинного життя. Середньовічний жанр літератури, бестіарій, про тварин та їх звички, з роботами Конрада Геснера та інших авторів XVI століття перетворився на справді науковий напрям.
Художники, такі як Альбрехт Дюрер і Леонардо да Вінчі часто працювали пліч-о-пліч з натуралістами і також цікавилися будовою тіла людини і тварин, даючи детальні описи їх анатомії. Традиції алхімії, підтримувані такими вченими, як Парацельс, вносили свій внесок у дослідження природи, надихаючи дослідників на досліди як з мінеральними, так і з біологічними джерелами фармакологічних препаратів. Розвиток фармакології вніс свій внесок у зародження механіцизму.

### XVII століття

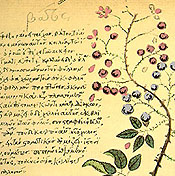
Чорниця з «De materia medica» Педаном Діоскорид

До XVII століття відноситься завершення традиції «травників». Швейцарський лікар і ботанік Каспар Баугін у своїй праці «Pinax Theatri Botanici» зібрав всі відомі на той час види рослин (близько 6000), уточнивши синоніми. Це була останнє зведення такого розмаху, в якому все ще використовувалися прийоми «народної таксономії». Групи рослин в роботі Боена не мали характеристик, які вказували на їх відмінності. Назви рослин формувалися, як і раніше, без строгих правил, іноді шляхом додавання слів-модифікаторів до назви, даної давньогрецькими або давньоримськими авторами, іноді шляхом латинізації тубільних назв рослин. Боен був знайомий з книгою Чезальпіно, але не бачив сенсу в застосуванні методу, вважаючи встановлення синоніміки більш важливим завданням. Разом з тим, з середини XVII століття з'являється все більше робіт, написаних у традиції методичної природної історії, що відштовхувалися від праці Чезальпіно.
Значні зміни спостерігаються в області анатомії і фізіології тварин і рослин. Англійський лікар Вільям Гарвей (1578—1657), проводячи досліди з кровообігом і розтину тварин, зробив ряд важливих відкриттів. Він виявив венозні клапани, що створюють перешкоду для течіння крові в зворотному напрямку, показав ізоляцію правого і лівого шлуночків серця і відкрив мале коло кровообігу (аналогічне відкриття зробив незадовго до нього Мігель Сервет, спалений кальвіністами за свої богословські погляди). Ян Сваммердам (1637—1680) і Марчелло Мальпігі (1628—1694) описали внутрішню будову багатьох безхребетних тварин. Мальпігі описав судини рослин і шляхом експериментів показав наявність висхідного і низхідного струму в різних посудинах.

### XVIII століття

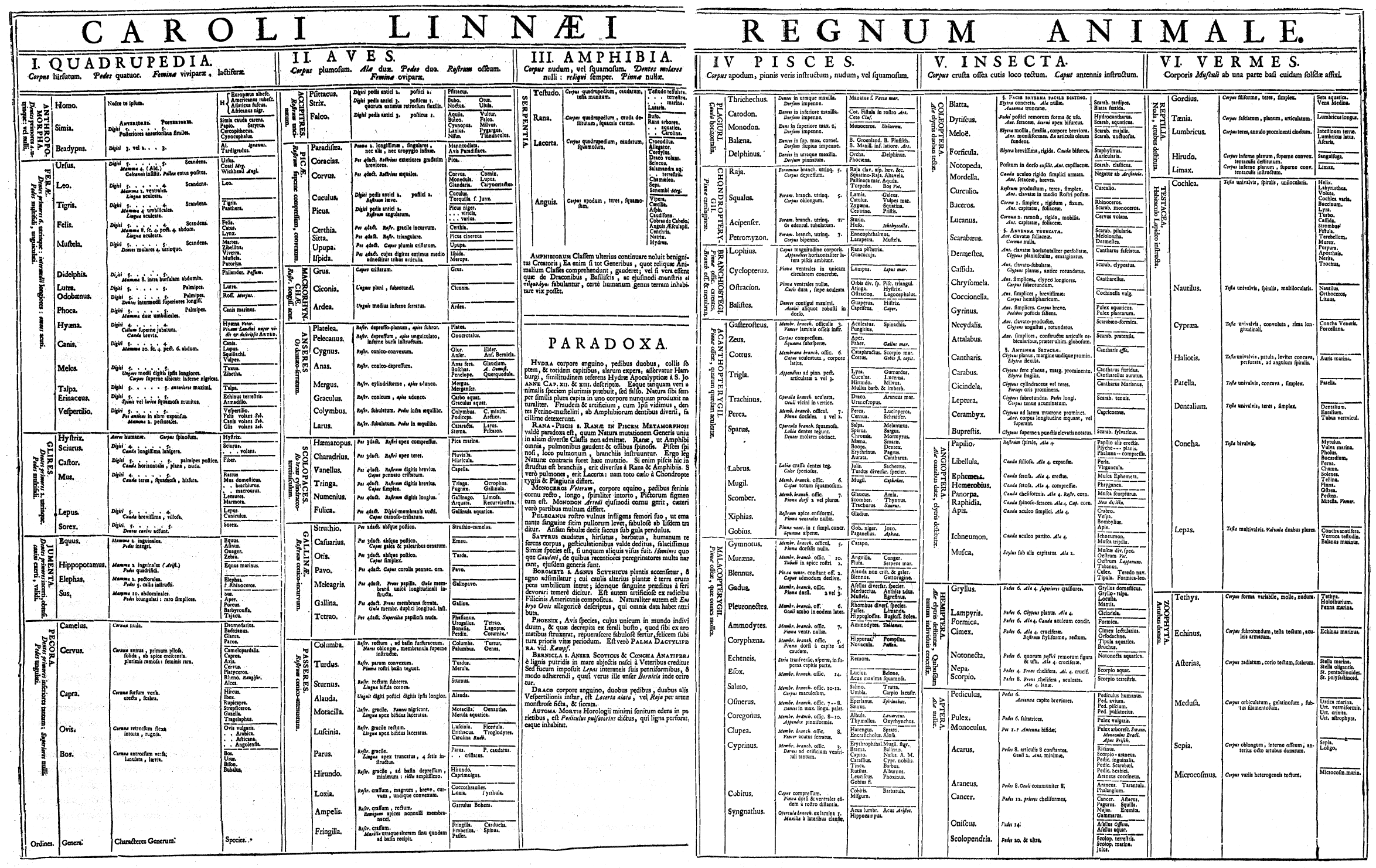
Таблиця Царства тварин з першого видання «Systema Naturae» Карла Ліннея (1735)

Паралельний розвиток природної історії з одного боку, анатомії та фізіології з іншого, підготував ґрунт для виникнення біології. В області природної історії найбільш значимими подіями стали публікація «Системи природи» Карла Ліннея і «Загальної природної історії» Жоржа Бюффона.
Дослідження Альбрехта фон Галлера і Каспара Фрідріха Вольфа значно розширили знання в області ембріології тварин і розвитку рослин. В той час як Галлер дотримувався концепції преформізму, Вольф відстоював ідеї епігенезу. Спостереження за раннім розвитком курчати дозволили Вольфу на прикладі утворення трубчастої кишки з першого плоского зачаття показати, що розвиток не можна звести до чисто кількісного зростання без якісних перетворень.

## Зародження біології
Слово «біологія» час від часу з'являлося у працях природознавців і до XIX століття, однак зміст його був у той час зовсім іншим. Карл Лінней, наприклад, називав «біологами» авторів, що складали життєписи ботаніків. На рубежі XVIII і XIX століть відразу три автори (Бурдах, Тревиранус, Ламарк) використовували слово «біологія» в сучасному значенні для позначення науки про загальні особливості живих тіл. Готфрід Рейнгольд Тревиранус навіть виніс його в заголовок наукової праці «Biologie; oder die Philosophie der lebenden Natur» (1802).

### XIX століття

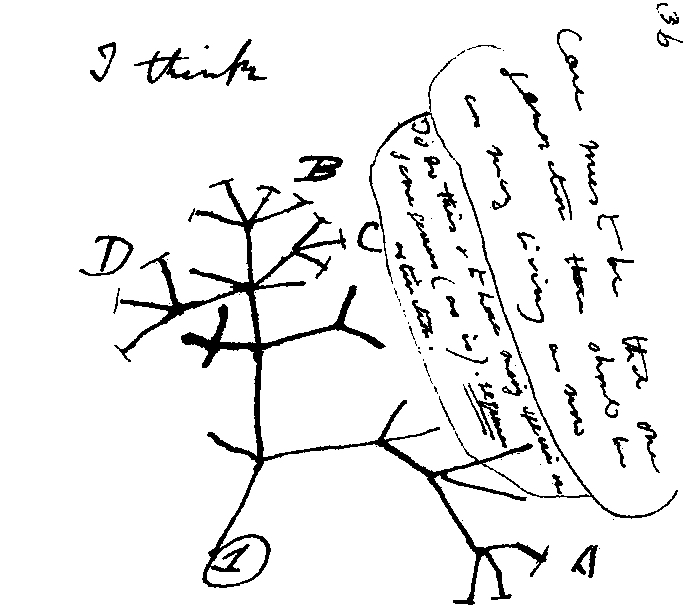
Начерк родовідного древа у «Першій записній книжці про трансмутації видів» Чарльза Дарвіна (1837)

Найбільш значущими подіями першої половини XIX століття стали становлення біологічних основ палеонтології і стратиграфії, виникнення клітинної теорії, формування порівняльної анатомії та порівняльної ембріології, розвиток біогеографії і широке поширення трансформованих уявлень. Центральними подіями другої половини XIX століття стали публікація «Походження видів» Чарльза Дарвіна і поширення еволюційного підходу в багатьох біологічних дисциплінах (палеонтології, систематики, порівняльної анатомії та порівняльної ембріології), становлення філогенетики, розвиток цитології і мікроскопічної анатомії, експериментальної фізіології і експериментальної ембріології, формування концепції специфічного збудника інфекційних захворювань, доказ неможливості самозародження життя в сучасних природних умовах.
Хіміки того часу вбачали принципову відмінність між органічними та неорганічними речовинами, зокрема, в таких процесах як ферментація і гниття. З часів Аристотеля вони вважалися специфічно біологічними. Проте Фрідріх Велер і Юстус Лібіх, дотримуючись методології Лавуазьє, показали, що органічний світ вже тоді часто міг бути проаналізований фізичними і хімічними методами. У 1828 році Велер хімічно, тобто без застосування органічних речовин і біологічних процесів, синтезував органічну речовину сечовину, представивши тим самим вперше доказ для спростування віталізму. Потім було виявлено каталітичну дію безклітинних екстрактів (ферментів) на хімічні реакції, завдяки чому до кінця XIX ст. була сформульована сучасна концепція ферментів, хоча математична теорія ферментативної кінетики з'явилася тільки на початку ХХ століття.
Фізіологи, такі як Клод Бернар, з допомогою вівісекції і іншими експериментальними методами досліджували хімічні та фізичні властивості живого тіла, закладаючи основи ендокринології, біомеханіки, вчення про харчування і травлення. У другій половині XIX ст. різноманітність і значущість експериментальних досліджень як в медицині, так і в біології безперервно зростали. Головним завданням стали контрольовані зміни життєвих процесів, і експеримент виявився в центрі біологічної освіти.

## XX століття
У XX столітті, з перевідкриттям законів Менделя, починається бурхливий розвиток генетики. До 1920-х рр. не тільки формується хромосомна теорія спадковості, але і з'являються перші роботи, що ставлять своїм завданням інтеграцію нового вчення про спадковість і теорії еволюції. Після Другої світової війни починається розвиток молекулярної біології. У другій половині XX століття був досягнутий значний прогрес у вивченні життєвих явищ на клітинному і молекулярному рівні.

### Класичнагенетика

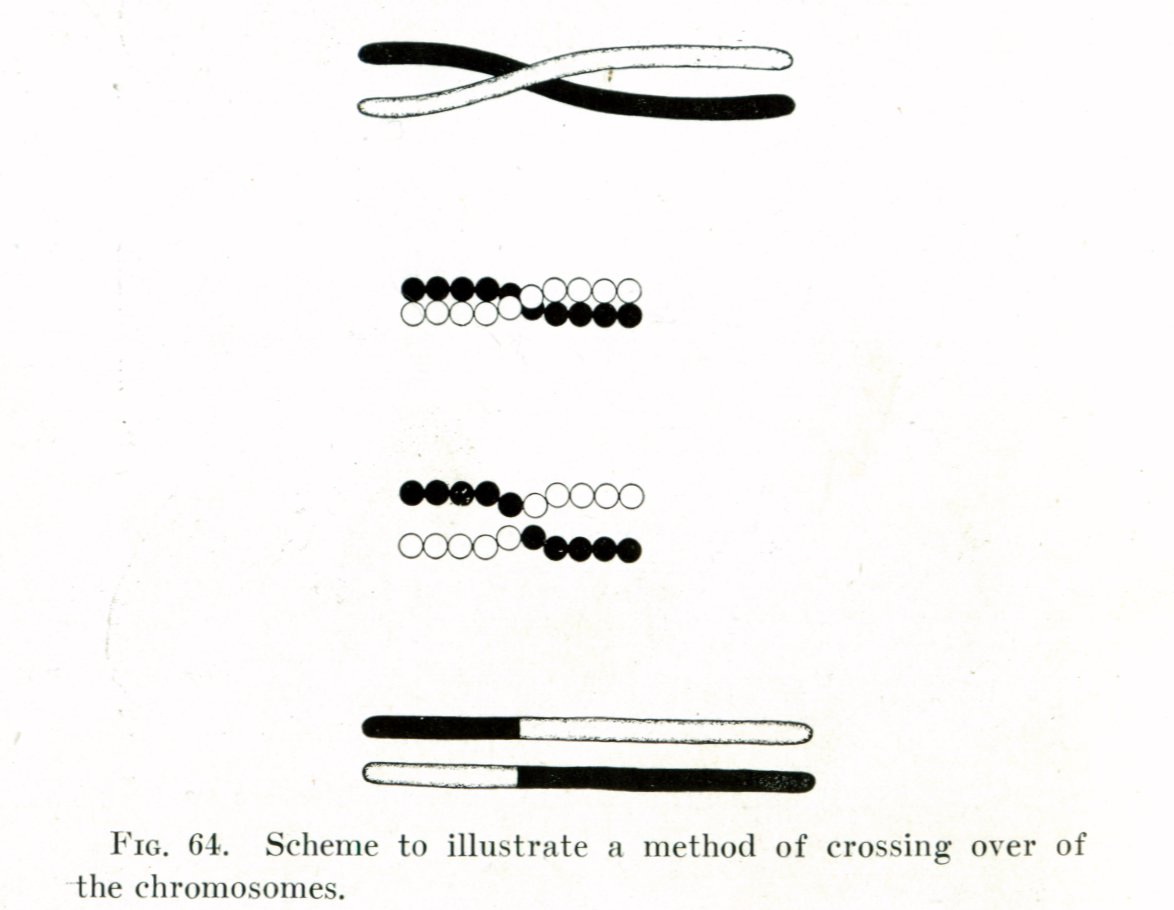
Схематичне зображення кросинговеру з роботи Т. Х. Моргана

1900 рік ознаменувався «перевідкриттям» законів Менделя. Де Фріз і інші дослідники незалежно один від одного прийшли до розуміння значущості робіт Менделя. Незабаром після цього цитологи прийшли до висновку, що клітинними структурами, що несуть генетичний матеріал, швидше за все є хромосоми. У 1910—1915 роках Томас Хант Морган і його група, яка працювала на плодовій мушці дрозофілі, розробила «менделівську хромосомну теорію спадковості». Наслідуючи приклад Менделя, вони досліджували явище зчеплення генів з кількісної точки зору і постулювали, що в хромосомах гени розташовані лінійно, як намисто на нитці. Вони почали створювати карти генів дрозофіли, яка стала широко використовуваним модельним організмом спочатку для генетичних, а потім і молекулярно-біологічних досліджень.
Де Фріз намагався поєднати нову генетичну теорію з теорією еволюції. Він першим запропонував термін мутація для змін генів. У 1920-1930-х роках з'явилася популяційна генетика. У роботах Фішера, Холдейна та інших авторів теорія еволюції, зрештою, об'єдналася з класичною генетикою в синтетичній теорії еволюції.
У другій половині ХХ століття ідеї популяційної генетики справили значний вплив на біосоціологію та еволюційну психологію. У 1960-х роках для пояснення альтруїзму та його ролі в еволюції через відбір нащадків, з'явилася математична теорія ігор. Подальшої розробки зазнала і синтетична теорія еволюції, в якій з'явилося поняття про дрейф генів та інші процеси, важливі для появи високорозвинених організмів, яка пояснювала причини швидких еволюційних змін в історично короткий час, раніше складали базу для «теорії катастроф». У 1980 році Луїс Альварес запропонував метеоритну гіпотезу вимирання динозаврів. Тоді ж, на початку 1980-х років, були статистично досліджені інші явища масового вимирання в історії земного життя.

### Біохімія
До кінця XIX ст. були відкриті основні шляхи метаболізму ліків та отрут, білка, жирних кислот і синтезу сечовини. На початку ХХ ст. почалося дослідження вітамінів. Поліпшення техніки лабораторних робіт, зокрема, винахід хроматографії і електрофорезу стимулювало розвиток фізіологічної хімії, і біохімія поступово відокремилась від медицини в самостійну дисципліну. У 1920-х — 1930-х роках Ханс Кребс, Карл і Герті Кору почали опис основних шляхів метаболізму вуглеводів: циклу трикарбонових кислот, гліколізу, глюконеогенезу. Почалося вивчення синтезу стероїдів та порфіринів. Між 1930-ми і 1950-ми роками Фріц Ліпман і інші автори описали роль аденозинтрифосфату як універсального переносника біохімічної енергії в клітині, а також мітохондрій як її головного джерела енергії. Ці традиційно біохімічні дослідження продовжують розвиватися досі.

### Походженнямолекулярної біології

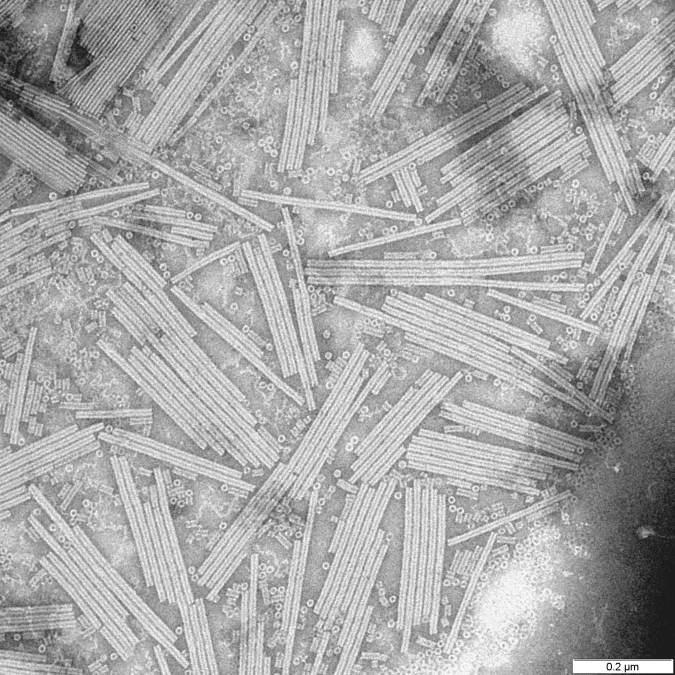
Венделл Мередіт Стенлі в 1935 році опублікував цю фотографію кристалів вірусу тютюнової мозаїки. Вони являють собою чисті нуклеопротеиды, що переконало багатьох біологів в тому, що спадковість повинна мати фізико-хімічну природу

У зв'язку з появою класичної генетики багато біологів, у тому числі, які працюють в галузі фізико-хімічної біології, намагалися встановити природу гена. Для цієї мети Фонд Рокфеллера заснував кілька грантів, а щоб позначити завдання, голова наукового відділу Фонду Воррен Вівер ще в 1938 році використовував термін молекулярна біологія. Він і вважається автором найменування цієї галузі біології.
Як і біохімія, суміжні дисципліни бактеріологія і вірусологія (пізніше об'єднані у вигляді мікробіології) в той час бурхливо розвивалися на стику медицини та інших природничих наук. Після виділення бактеріофага почалися дослідження вірусів бактерій і їх господарів. Це створило базу для застосування стандартизованих методів роботи з генетично однорідними мікроорганізмами, які давали добре відтворювані результати, і дозволило закласти основи молекулярної генетики.
Крім мікроорганізмів об'єктами генетичних експериментів стали мушка дрозофіла, кукурудза і хлібна пліснява, нейроспора густа, що дозволило застосовувати також методи біохімії, а поява електронного мікроскопа і високошвидкісних центрифуг дозволило переглянути навіть саме поняття «життя». Поняття про спадковість у вірусів, відтворення позаядерних нуклеопротеїнових структур ускладнили раніше прийняту теорію менделевских хромосом.
У 1941 році Бідл і Тейтем сформулювали свою гіпотезу «один ген — один фермент». В 1943 році Освальд Ейвері, продовжуючи роботу, розпочату Фредеріком Гриффітом, показав, що генетичним матеріалом в хромосомах є не білок, як думали раніше, а ДНК. У 1952 році цей результат був підтверджений в експерименті Герші — Чейз, і це був лише один з багатьох важливих результатів, досягнутих так званою фаговою групою Дельбрюка. Нарешті, у 1953 р. Уотсон і Крик, ґрунтуючись на роботі Моріса Уїлкінса і Розалінди Франклін, запропонували свою знамениту структуру ДНК у вигляді подвійної спіралі. У своїй статті «Molecular structure of Nucleic Acids» («Молекулярна структура нуклеїнових кислот») вони заявили: «Від нашої уваги не сховалося те, що специфічне парування, яке ми постулювали, одночасно дозволяє зробити припущення про механізм копіювання генетичного матеріалу». Коли через кілька років механізм напівконсервативної реплікації був підтверджений експериментально, більшості біологів стало зрозуміло, що послідовність основ у нуклеїнової кислоти якимось чином визначає і послідовність амінокислотних залишків у структурі білка. Але ідею про наявність генетичного коду сформулював не біолог, а фізик Георгій Гамов.

### Розвиток біохімії і молекулярної біології у другій половині ХХ століття
Розшифровка генетичного коду зайняла кілька років. Ця робота була виконана головним чином Ніренбергом і Кораною і закінчена до кінця 1960-х років. Тоді ж Перуц і Кендрю з Кембриджа вперше застосували рентгеноструктурний аналіз у поєднанні з новими можливостями обчислювальної техніки для дослідження просторової структури білків. Жакоб і Моно з Інституту Пастера дослідили будову lac оперона і відкрили перший механізм регуляції генів. До середини 1960-х років основи молекулярної організації метаболізму і спадковості були встановлені, хоча детальний опис всіх механізмів тільки починалося. Методи молекулярної біології швидко поширювалися в інші дисципліни, розширюючи можливості досліджень на молекулярному рівні. Особливо це було важливо для генетики, імунології, ембріології та нейробіології, а ідеї про наявність «генетичної програми» (цей термін був запропонований Жакобом і Моно за аналогією з комп'ютерною програмою) проникли і в усі інші біологічні дисципліни.

Отримані генноінженерними методами лінії бактерії Escherichia coli — найважливіший інструмент сучасної біотехнології і багатьох інших галузей біології

В імунології, у зв'язку з досягненнями молекулярної біології, з'явилася теорія клональної селекції, яку розвивали Ерне і Бернет. У біотехнології поява генної інженерії, починаючи з 1970-х років, призвело до появи широкого спектра продуцентів нових продуктів, зокрема, лікарських препаратів, таких як треонін та інсулін.
Генетична інженерія заснована насамперед на застосуванні техніки рекомбінантних ДНК, тобто таких молекул ДНК, які штучно перебудовані в лабораторії шляхом рекомбінації їх окремих частин (генів і їх фрагментів). Для розрізання ДНК застосовують спеціальні ферменти рестриктази, які були відкриті в кінці 1960-х років. Зшивання шматків ДНК каталізує інший фермент, лігази. Так можна отримати і ввести в ДНК бактерії, що містить, наприклад, ген резистентності до певного антибіотику. Якщо бактерія, отримавши рекомбінантну ДНК, переживе трансформацію, вона почне розмножуватися на середовищі, що містить даний антибіотик, і це буде виявлено за появою колоній трансгенного організму.
Беручи під увагу не тільки нові можливості, але й потенційну загрозу від застосування таких технологій (зокрема, від маніпуляцій з мікроорганізмами, здатними переносити гени вірусного раку) наукове співтовариство увело тимчасовий мораторій на науково-дослідні роботи з рекомбінантними ДНК до тих пір, поки в 1975 році на спеціальній конференції не були вироблені рекомендації по техніці безпеки при такого роду роботах. Після цього настав період бурхливого розвитку нових технологій.

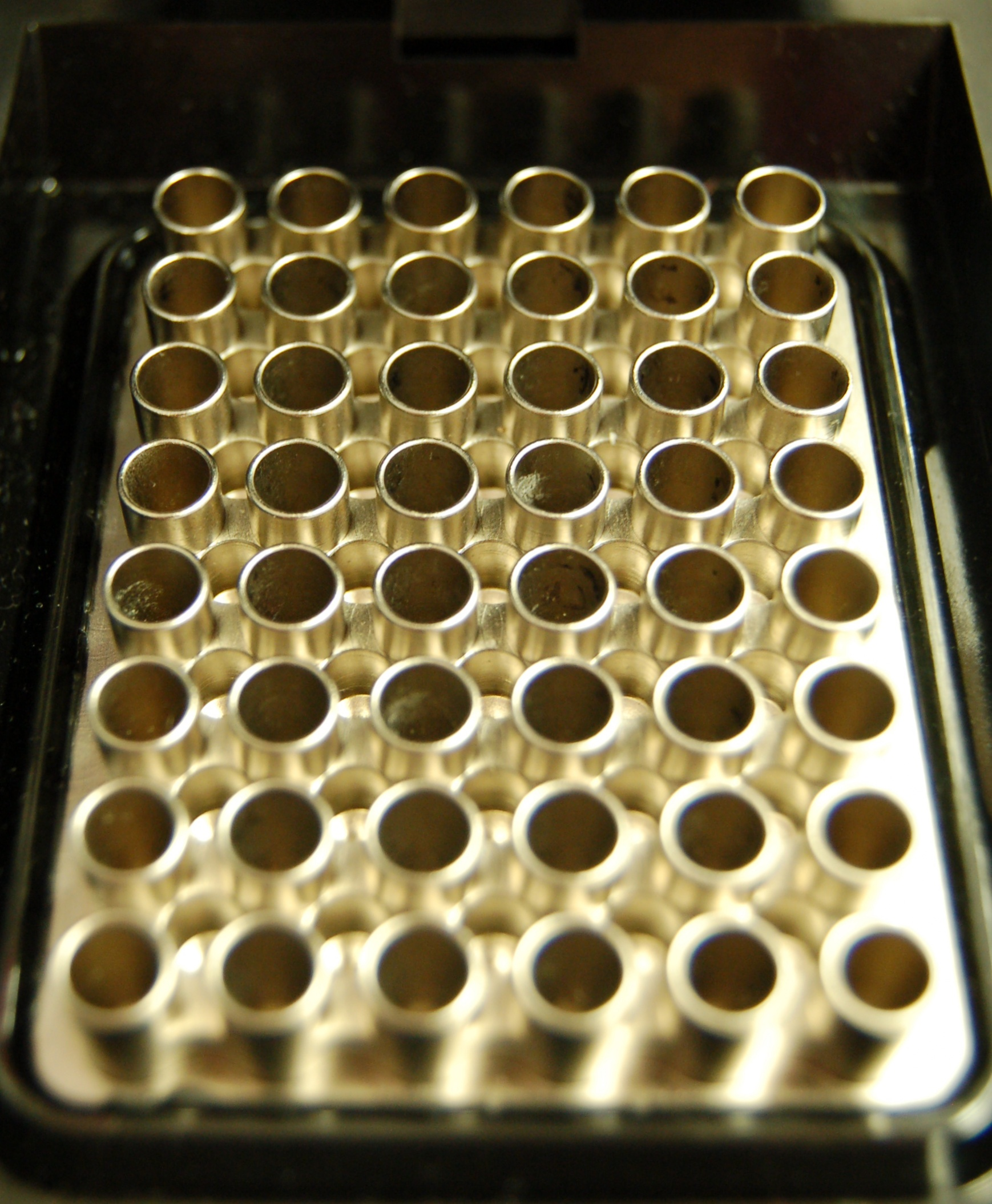
Штатив ампліфікатора — пристрою, що дозволяє проводити полімеразну ланцюгову реакцію одночасно в 48 презервативах

До кінця 1970-х років з'явилися методи визначення первинної структури ДНК, хімічного синтезу коротких фрагментів ДНК (олігонуклеотидів), введення ДНК в клітини людини і тварин (трансфекція). Щоб працювати з генами людини і тварин, необхідно було розібратися з відмінностями в будові генів прокаріотів і еукаріотів. Це завдання було вирішене завдяки відкриттю сплайсингу.
До 1980-м років визначення первинних послідовностей білків і нуклеїнових кислот дозволило використовувати їх як ознаки для систематики і особливо кладистики; так з'явилася молекулярна філогенетика. До 1990 р на підставі порівняльного аналізу нуклеотидних послідовностей 16S рРНК Карл Везе запропонував нову систему живих істот: царство монер було розділено на два домени еубактерій і архей, а інші чотири царства (грибів, рослин і тварин) об'єднані в один домен еукаріот.
Поява в 1980-х роках техніки ПЛР значно спростило лабораторну роботу з ДНК і відкрило можливість не тільки для відкриття нових раніше невідомих генів, але і для визначення всієї нуклеотидної послідовності цілих геномів, тобто для вичерпного опису структури всіх генів організму. У 1990-х роках ця задача була вирішена в ході виконання міжнародного проекту «Геном людини».

## XXI століття і нові рубежі
На думку Карла Везе (ширше — на думку Везе і Голденфельда), біологія XXI століття — це фундаментальна наука, що ґрунтується на еволюційних поглядах, підходить до вивчення життя не за допомогою редукціонізму, як в XX столітті, а за допомогою холізму. Після завершення проекту «Геном людини» було розпочато і проведено безліч міжнародних проектів: ENCODE, 1000 геномів (1000 Genomes Project), Протеом людини (Human proteome project), FANTOM — пов'язаних з системною біологією, а також такі проекти як OpenWorm, Human Brain Project, і т. д.
Однієї з характерних рис біології XXI століття є громадянська наука, раніше куди менш розвинена. Прикладом можуть служити такі проекти як EyeWire і Foldit.